# Ruta Estatal de Arizona 195
La Ruta Estatal de Arizona 195, y abreviada SR 195 (en inglés: Arizona State Route 195) es una carretera estatal estadounidense ubicada en el estado de Arizona. La carretera inicia en el sur desde la Avenue E cerca de San Luis hacia el norte en la I 8     en Yuma. La carretera tiene una longitud de 6 km (3.75 mi).

## Mantenimiento
Al igual que las autopistas interestatales, y las rutas federales y el resto de carreteras estatales, la Ruta Estatal de Arizona 195 es administrada y mantenida por el Departamento de Transporte de Arizona por sus siglas en inglés ADOT.